# Władimir Maszkow
Władimir Lwowicz Maszkow, ros. Влади́мир Льво́вич Машко́в (ur. 27 listopada 1963 w Tule w ZSRR) – rosyjski aktor filmowy, teatralny i telewizyjny. Zasłużony Artysta Federacji Rosyjskiej (1996) i Ludowy Artysta Federacji Rosyjskiej (2010).

## Życiorys
Urodzony w Tule. Jego ojciec był aktorem miejscowego teatru lalek, a matka (z pochodzenia Włoszka) pracowała w tym teatrze jako reżyser. W połowie lat 60. jego rodzina przeniosła się do Nowokuzniecka, a pod koniec 70. do Nowosybirska. Tam Władimir rozpoczął studia biologiczne, ale po I roku przeniósł się do szkoły teatralnej. W latach 80. wyjechał do Moskwy, gdzie wstąpił do szkoły aktorskiej przy MChAT-cie. Brał również prywatne lekcje aktorstwa u Olega Tabakowa. W kinie zadebiutował w 1989 roku w obrazie Zielionyj ogoń kozy.
Zdobywca dwóch nagród Silver St. George Best Actor Award.
Jest związany z moskiewskim teatrem Tabakierka, w którym pełni funkcje zarówno reżysera, jak i aktora. W grze Grand Theft Auto IV postać Niko Bellica jest oparta na kreacji Maszkowa jako Saszy w filmie Za linią wroga (Behind Enemy Lines, 2001). W filmie akcji Polowanie na Piranię (Охота на пиранью, 2006) zagrał bohaterskiego agenta Kiriłła Mazura. Postać wzorowana była na takich ikonach kina sensacyjnego, jak John Rambo, John McClane czy James Bond. Przygotowując się do występu w tym filmie, Maszkow rozpoczął intensywne treningi siłowe – miał wypracować perfekcyjną muskulaturę.
Jego byłą żoną jest aktorka Jelena Szewczenko, z którą ma córkę Mariję (Maszę), od której odciął się po jej krytyce agresji na Ukrainę.

## Filmografia
- 2011: Mission: Impossible – Ghost Protocol jako Anatolij Sidorow
- 2010: Na końcu świata  jako Ignac
- 2010: Kandahar (Kandagar) jako Siergiej
- 2008: Duch (Domowoj) jako Michaił
- 2007: Likwidacia jako Dawid Gocman
- 2006: Polowanie na Piranię (Ochota na piraniju) jako agent Kirił Mazur
- 2005: Radca Stanu (Statskij sowetnik) jako Kozyr
- 2004: Ojciec (Papa) jako Abram Szwarc – także producent, scenarzysta i reżyser filmu
- 2003: Idiota (Idiot) jako Parfion Rogożyn
- 2002: Oligarcha (Oligarch) jako Płaton
- 2001–2006: Agentka o stu twarzach (Alias) jako Kradic
- 2001: Szybki numer (Quickie, The) jako Oleg
- 2001: Za linią wroga (Behind Enemy Lines) jako Sasza
- 2001: 15 minut (15 Minutes) jako Milos
- 2001: Amerykańska rapsodia (American Rhapsody, An) jako Frank
- 2000: Zatańczyć w Błękitnej Iguanie (Dancing at the Blue Iguana) jako Sasza
- 2000: Córka kapitana (Russkij bunt) jako Jemelian Pugaczow
- 1999: Mama jako Nikołaj Jurjew
- 1998: Dwie luny, tri sołnca jako Aleksiej
- 1998: Soczinenie ko dniu pobiedy
- 1997: Złodziej (Wor) jako Tolian
- 1997: Sirota kazanskaja jako sprzedawca
- 1996: Dwadcat' minut s angelom
- 1995: Amerykańska córka (Amerikanskaja docz) jako Aleksiej
- 1994: Katia Ismailowa jako Sergiej
- 1993: Ja Iwan, ty Abraham (Moi Ivan, toi Abraham) jako Aaron
- 1992: Aliaska, ser!
- 1991: Lubow na ostrowe smerti
- 1991: Casus Improvisus
- 1990: Ha-bi-assy jako Ha-bi-ass
- 1989: Na mój rozkaz jako sierż. Szypow
- 1989: Zielionyj ogon' kozy